# Aflenz
Aflenz – uzdrowiskowa gmina targowa w Austrii, w kraju związkowym Styria, w powiecie Bruck-Mürzzuschlag. Stanowi jedną z 19 gmin powiatu. Siedzibą administracyjną powiatu jest Aflenz Kurort. Zajmuje powierzchnię 55,5 km². Burmistrzem jest Hubert Lenger.

## Położenie
Gmina jest położona w północnej części kraju związkowego, na środkowo-zachodnim obszarze powiatu. Graniczy z dwiema gminami: Thörl i Turnau.

## Historia
Została utworzona 1 stycznia 2015 roku w wyniku reformy administracyjnej. Objęła zasięgiem dwie wcześniej istniejące gminy – Aflenz Kurort i Aflenz Land.

## Ludność
Obszar gminy 1 stycznia 2015 roku zamieszkiwało 2427 osób.

## Miejscowości
Na obszarze gminy położonych jest dziesięć miejscowości (Ortschaft):
1. Aflenz Kurort
2. Jauring
3. Tutschach
4. Feistring
5. Dörflach
6. Draiach
7. Graßnitz
8. Döllach
9. Seebach
10. Thullin